# Jenny's Wedding
Jenny's Wedding (bra: Casamento de Verdade ou Jenny Vai Casar) é um filme estadunidense de 2015 escrito e dirigido por Mary Agnes Donoghue.

## Sinopse
Eddie e Rose sempre sonharam com o dia em que suas filhas se casariam. Quando sua filha Anne se casa, todos se voltam para a irmã mais nova Jenny e ficam felizes em saber que ela está noiva. Mas a surpresa será total quando descobrirem que ela está em um relacionamento com uma garota.

## Elenco
- Katherine Heigl como Jenny
- Tom Wilkinson como Eddie
- Linda Emond como Rose
- Grace Gummer como Anne
- Alexis Blédel como Kitty, a noiva de Jenny
- Sam McMurray como Denny
- Cathleen O'Malley como Lorraine
- Houston Rhines como Frankie
- Diana Hardcastle como Ellen